# Māhīm Bay
Māhīm Bay är en vik i Indien. Den ligger i den sydvästra delen av landet, 1 200 km söder om huvudstaden New Delhi.